# Entomacrodus randalli
Entomacrodus randalli är en fiskart som beskrevs av Springer, 1967. Entomacrodus randalli ingår i släktet Entomacrodus och familjen Blenniidae. Inga underarter finns listade i Catalogue of Life.